# NXT TakeOver: Brooklyn II
NXT TakeOver: Brooklyn II was een professioneel worstelshow en WWE Network evenement dat georganiseerd werd door WWE voor hun NXT brand. Het was de 11e editie van NXT TakeOver en vond plaats op 20 augustus 2016 in het Barclays Center in Brooklyn, New York. Dit is het tweede ondersteuningsevenement voor de 2016 editie van SummerSlam. NXT TakeOVer: Brooklyn II is tevens de tweede evenement onder de TakeOver: Brooklyn chronologie.

## Matches
| Nr. | Match                                                                                  | Winnaar(s)        | Opmerkingen                                                         | Bron  |
| --- | -------------------------------------------------------------------------------------- | ----------------- | ------------------------------------------------------------------- | ----- |
| 1N  | Tye Dillinger vs. Wesley Blake                                                         | Tye Dillinger     | Eén-op-één match. Opgenomen voor een toekomende aflevering van NXT. | [ 2 ] |
| 2N  | Authors of Pain (Akam & Rezar) vs. TM-61 (Nick Miller & Shane Thorne)                  | Authors of Pain   | Tag team match. Opgenomen voor een toekomende aflevering van NXT.   | [ 2 ] |
| 3   | Austin Aries vs. No Way Jose                                                           | Austin Aries      | Eén-op-één match. Aries won door submission.                        | [ 3 ] |
| 4   | Ember Moon vs. Billie Kay                                                              | Ember Moon        | Eén-op-één match.                                                   | [ 3 ] |
| 5   | Bobby Roode vs. Andrade "Cien" Almas                                                   | Bobby Roode       | Eén-op-één match.                                                   | [ 3 ] |
| 6   | The Revival (Dash Wilder & Scott Dawson) (c) vs. DIY (Johnny Gargano & Tommaso Ciampa) | The Revival       | Tag team match voor het NXT Tag Team Championship.                  | [ 3 ] |
| 7   | Asuka (c) vs. Bayley                                                                   | Asuka             | Eén-op-één match voor het NXT Women's Championship.                 | [ 3 ] |
| 8   | Shinsuke Nakamura vs. Samoa Joe (c)                                                    | Shinsuke Nakamura | Eén-op-één match voor het NXT Championship.                         | [ 3 ] |